# Baarn
Baarn – miasto w Holandii w prowincji Utrecht. W 2008 roku liczyło 24 381 mieszkańców. Miasto utworzone przez biskupa Utrechtu w 1350 roku. 
W mieście jest stacja kolejowa Baarn.

## Miasta partnerskie
- Klášterec nad Ohří